# Presa de Cocons

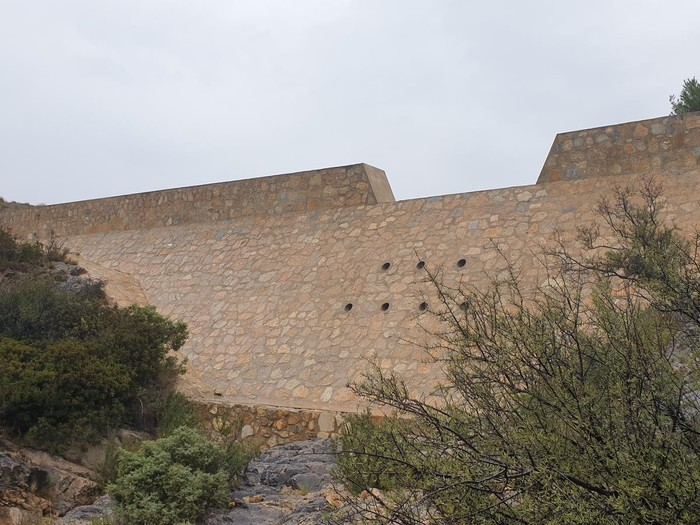
La presa, tras la reforma

La presa de Cocons es una infraestructura hidráulica situada en la partida Tossal Redó, en el término municipal de Muchamiel, provincia de Alicante, España. Su construcción se llevó a cabo tras la riada de 1997, con el objetivo principal de laminar avenidas de agua y prevenir inundaciones en áreas urbanas aguas abajo, especialmente en la Albufereta de Alicante. Su localización estratégica permite controlar las aguas que se forman en fuertes lluvias en el barranco de Cocons. La presa fue diseñada como parte de un conjunto de actuaciones de mejora y protección frente a inundaciones impulsadas tras los graves daños ocasionados por lluvias torrenciales en la comarca.

## Geología
La presa está emplazada en el barranco de Cocons, barranco conocido por sus formaciones geológicas características, como las «marmitas de gigante» o cocons, pequeñas cavidades circulares excavadas en la roca caliza por la erosión del agua. Estas formaciones dan nombre tanto al barranco como a la propia presa. El terreno presenta afloramientos de calizas y margas, lo que ha favorecido la creación de estas formas geológicas peculiares, además de contribuir a la diversidad paisajística de la zona.

## Entorno natural
La presa forma parte del paraje natural municipal Bec de l’Àguila y se encuentra en una zona de notable interés ecológico y geológico. Este entorno protegido alberga ecosistemas mediterráneos con especies vegetales de alto valor, como la Vella lucentina, especie endémica de la provincia de Alicante incluida en la microrreserva de flora situada en las proximidades. Además, la zona está incluida dentro de la Zona de Especial Protección para las Aves (ZEPA) del río Montnegre, siendo hábitat de diversas especies de aves rapaces y fauna silvestre adaptada al clima semiárido de la región. Las condiciones naturales han favorecido también el desarrollo de comunidades vegetales adaptadas a suelos pobres y a la sequía, contribuyendo a la biodiversidad del paraje.

## Patrimonio minero e industrial
En las inmediaciones de la presa se encuentran vestigios de antiguas explotaciones mineras de ocre, material utilizado históricamente como pigmento natural en la fabricación de pinturas y tintes. Estas minas, activas principalmente en el siglo XX, consisten en pequeñas galerías y simas excavadas en la ladera izquierda del barranco, junto con acumulaciones de escombros y muros de piedra que formaban parte de las instalaciones auxiliares. Actualmente, estas minas representan un importante testimonio del patrimonio industrial local y atraen la atención de geólogos, historiadores y visitantes interesados en la minería tradicional.

## Construcción e integración ambiental
La construcción de la presa de Cocons no solo respondió a necesidades hidráulicas, sino también a criterios de integración ambiental. Se emplearon materiales y técnicas que minimizaran el impacto paisajístico y respetaran las características geológicas del barranco. A pesar de su modesta dimensión en comparación con grandes embalses, la presa desempeña un papel crucial en la gestión de avenidas y en la protección de infraestructuras y núcleos habitados situados aguas abajo. Hace ya unos años se han llevó a cabo reformas en su estructura que han modificado su diseño original. Estas modificaciones incluyen un aumento en su anchura y longitud, la incorporación de un pequeño escalón y la mejora de los orificios de desagüe, es común que este tipo de intervenciones se realicen para mejorar la capacidad de la presa para gestionar caudales excepcionales y garantizar su integridad estructural. Actualmente, la presa de Cocons y su entorno son un lugar frecuentado por senderistas, ciclistas y aficionados a la geología. Diversas rutas de senderismo atraviesan la zona, permitiendo descubrir tanto la infraestructura hidráulica como los valores naturales y culturales del paraje. El Ayuntamiento de Muchamiel y otras entidades locales promueven actividades de divulgación y educación ambiental en el área, con el fin de dar a conocer su riqueza ecológica, geológica e histórica.